# کاظم رحیمی
کاظم رحیمی (زاده ۱ آبان ۱۳۲۱ در تهران) بازیکن سابق فوتبال اهل ایران است.وی همچنین از چهره‌های ماندگار پرسپولیس به شمار می‌رود.